# Sedrata (Souk Ahras)
Pour les articles homonymes, voir Sedrata.
Sédrata (en berbère : Isedraten), est une commune de la wilaya de Souk Ahras en Algérie, située à environ 50 km au sud-ouest de Souk Ahrass et à environ 55 km au sud de Guelma. Sédrata est une commune entourée du tell  montagneux et arabophone et  au nord de la région des hauts plateaux à majorité chaouie.    

## Géographie

### Situation
Le territoire de la commune de  Sédrata se situe au nord-ouest de la wilaya de Souk Ahras.

### Distance Sédrata
Distance (en kilomètre) entre Sédrata et les plus grandes villes de Algérie.
- Alger: 504 km
- Annaba: 117 km
- Guelma: 57 km
- Constantine: 116 km
- Oran: 898 km

### Localités de la commune
La commune de Sédrata est composée de dix-sept localités :
- Aïn Laabassi (partie ouest)
- Bouakez Medjez
- Djedaïde
- Draa Tiglaline (partie nord)
- Chaabet El Baïda
- Chaabet El Klekh Esseghira
- Chaabet El Klekh Kebira
- Chaabet Essïd
- El Gourzi
- El Hodh
- Medaoura
- Medjez El Amri
- Oued El Krab
- Ras El Kef (partie ouest)
- Sedrata
- Sejra
- mechta Tizahafine

| Aïn Soltane    | (Ain Souda)   | Khemissa |
| Zouabi         | Sedrata       | Khemissa |
| Bir Bou Haouch | Oum El Adhaim | Ragouba  |

## Histoire
Le territoire était une base militaire de l'armée française et une commune mixte en 1893.
Sedrata faisait partie de la Wilaya I historique durant la guerre d'Algérie.[réf. nécessaire]

## Sport
Sedrata est connue pour avoir deux équipes de football: un club populaire créé en 1936 : l'IRB Sedrata qui vient d'accéder en 3e division nationale, et une autre équipe de football créée plus tard: l'USKAS. la ville ne dispose que d'un stade vétuste bâti durant l'ere coloniale exactement en 1940. le MOULOUDIA DE SEDRATA HAND BALL  évolue en division nationale fait sensation et attire les fans de la petite balle ,nombreux dans la région. 

## Personnalités liées à la commune
- Tahar Ouettar, écrivain, y est né le 15 août 1936.
- Kateb Yacine, écrivain, y est né le 2 août 1929.
- Antar Yahia, ancien joueur de l'équipe nationale algérienne, originaire de la commune.